# Pilar Gómez Bedate
Pilar Gómez Bedate (Zamora, 1936-Zaragoza, 2017) fue una escritora, editora, profesora, traductora y crítica literaria española.Doctora en Filosofía y Letras, fue catedrática de Literatura Comparada en la Universidad de Puerto Rico, profesora titular de Filología Española en la Universidad Rovira i Virgili de Tarragona y catedrática de Literatura española en la Universidad Pompeu Fabra de Barcelona 

## Biografía
Pilar Gómez Bedate nace en Zamora, su familia es originaria del pueblo zamorano Toro. Su madre era maestra de Moralina de Sayago y su padre de Argañín y posteriormente ambos obtuvieron plaza por oposición en escuelas de Zamora capital. Los dos eran estudiosos de la lengua española y de sus clásicos: El Lazarillo, Cervantes, Lope de Vega, Quevedo o Rubén Darío. Así pues, el ambiente resultaba propicio para la vocación de Pilar por el estudio de las letras.
En la familia Bedate, además de en su madre, encuentra referentes femeninos en su tía Encarnación, quien estudio en la Institución Libre de Enseñanza y fundó en Toro una academia de señoritas, que ya en aquellos momentos se reconocía feminista. Ella fue quien inculcó en las mujeres de su familia la semilla de la independencia y la cultura. Otra mujer con influencia en Pilar fue su tía, la pintora Delhy Tejero Bedate, quien ya en los años treinta llevaba una vida independiente y cosmopolita viviendo en París, Capri... y viajando por Francia, Italia, Marruecos... Sobre ella escribió Pilar, Las miradas así misma de Delhy Tejero para el catálogo de la exposición retrospectiva sobre la pintora en Zamora, Caja España, 2004.
Pilar Gómez Bedate estudió en la Universidad de Salamanca y se licenció en Filosofía y Letras, sección Filología Moderna. En 1959 ya era ayudante en la Cátedra de Filología Románica en la Universidad de Madrid y profesora de Lengua y Literatura en el Instituto de Enseñanza Media "Calderón de la Barca" de Madrid. Obtuvo el doctorado en la Universidad de Madrid y su tesis doctoral fue dirigida por Dámaso Alonso. Es en esta etapa de su vida cuando conoce al poeta Ángel Crespo.
En su familia supuso un disgusto cuando en 1967 Pilar les anuncia que deja España y se traslada al extranjero con Ángel Crespo, con quien se casaría en 1974 en Puerto Rico. Sin embargo, la boda por la ley española se celebró en 1986 en el Consulado de España de San Juan de Puerto Rico. Por mediación de Dámaso Alonso, Gómez Bedate trabajó en estos años en la Universidad de Mayagüez en Puerto Rico, en calidad de doctora, como profesora en el Departamento de Humanidades y Ángel Crespo como profesor invitado.
Con el restablecimiento de la democracia en España sienten deseos de regresar a España, y es cuando Pilar Gómez Bedate se presenta a oposiciones y gana una plaza de profesora titular de la Universidad Rovira i Virgili de Tarragona, estableciendo su residencia en Barcelona y Calaceite (Teruel) en 1988. Pilar se jubiló en 2006, con setenta años, como catedrática de la Universidad Pompeu Fabra de Barcelona.
En un intento de volver a su orígenes Pilar, ya viuda pues Ángel Crespo había fallecido en 1995, compra una casa en Toro donde pasa algunas temporadas. Unos años antes de su muerte, Pilar vendió sus viviendas de Barcelona y de Toro y se trasladó a vivir a Madrid en 2013, pero siempre mantuvo la casa de Calaceite hasta su fallecimiento en Zaragoza en el 2017, a los 81 años, tras sufrir un derrame cerebral, agravado por una neumonía, mientras pasaba el verano en Calaceite.

## Crítica y traducción
Su labor como crítica y traductora se centró en el campo de las literaturas románicas, aunque también realizó algunas traducciones de literatura inglesa (William Faulkner, Elia Kazan). Durante los años 60 del siglo pasado ejerció, en Madrid, muy activamente la crítica de arte, fue colaboradora de revistas como Ínsula y Cuadernos Hispanoamericanos y secretária de redacción de la Revista de Cultura Brasileña dirigida y fundada Ángel Crespo y editada por la Embajada del Brasil. En la Revista de Cultura Brasileña, y en colaboración con Ángel Crespo, publicó importantes y pioneros trabajos sobre la poesía concreta brasileña. Alguno de estos trabajos ha sido reeditado en forma de monografía: Situación de la poesía concreta, (Libros de la Resistencia, Madrid, 2012)
Durante sus años de docencia en la Universidad de Puerto Rico (1967-1988) fundó y dirigió la Revista de Letras de la Facultad de Artes y Ciencias de las Universidad de Puerto Rico en el Recinto de Mayagüez. 
Su participación en congresos y jornadas literarias fue constante. En los año 80 de siglo pasado colaboró, desde su inauguración en 1984, en las sesiones de las Jornadas de Poesía de Cuenca (patrocinadas por la delegación provincial de la Consejería de Educación y Cultura). Ha formado parte del consejo de redacción de la revista Hora de Poesía (Lentini Editor, Barcelona) y del consejo de redacción de la revista Salina editada por Facultat de Lletres, Universidad Rovira i Virgili, Tarragona.
Realizó estudios y monografías sobre poesía española del siglo XX, centrando sus investigaciones en las relaciones entre lírica, magia y simbolismo en autores como Juan Ramón Jiménez, Ángel Crespo, Manuel Mantero, José Ángel Valente, Carlos Edmundo de Ory, José Corredor-Matheos, José Luis Giménz-Frontín o Miguel Labordeta.
Entre sus traducciones destacan sus versiones de Mallarmé, Bocaccio y Primo Levi cuya Trilogía de Auschwitz tradujo por primera vez al castellano.
Es autora de dos libros de poesía: Las peregrinaciones (El Toro de Barro, 1965) y Las aguas del río (Olifante, 2011)
Póstumamente, se ha publicado el volumen de relatos autobiográficos, Un tiempo dulce (Editorial Polibea, Madrid, 2018) , en el que rememora los años de vida junto a su marido, el poeta Ángel Crespo.
Algunas obras de Pilar Gómez Bedate en la Biblioteca Virtual Cervantes

## Obras seleccionadas

#### Poesía
- Las peregrinaciones, El Toro de Barro, Carboneras de Guadazón, 1966. 
- Las aguas del río, Papeles de Trasmoz (Olifante), Zaragoza, 2011. 
Monografías
- Conocer a Stendhal y su obra, Dopesa, Barcelona, 1979.
- Introducción a la poesía lírica, Promociones y Publicaciones Universitarias, Barcelona, 1990.
- Poetas españoles del siglo XX, Güerga & Fierro, Madrid, 1999.
- Por los siglos.
- Situación de la poesía concreta, Libros de la resistencia, Madrid, 2012. (En colaboración con Ángel Crespo)
- Sousândrade, El infierno de Wall Street, Libros de la resistencia, Madrid, 2015. (En colaboración con Ángel Crespo)
- Un tiempo dulce, Madrid, Polibea, 2018.

#### Ediciones y traducciones
- Juan Ramón Jiménez, Antolojía Jeneral en prosa, Editorial Biblioteca Nueva, Madrid, 1981 (En colaboración con Á. Crespo)
- Mallarmé, Júcar, Madrid, 1985. (Estudio, traducción y selección poética)
- Primo Levi, Trilogía de Auschwitz: Si esto es un hombre; La tregua; Los hundidos y los salvados,Muchnik Editores, Barcelona, 1988. 
- Giovanni Boccaccio, La elegía de doña Fiameta / Corbacho, Planeta, Barcelona, 1989.
- Giovanni Boccaccio, Decamerón, Madrid, Siruela, 1990. 
- Mallarmé, Una jugada de dados, Ya lo dijo Casimiro Parker, Madrid, 2016.

#### Revistas
- Revista de Cultura Brasileña (1962-1970), (Secretaria de Redacción)
- Revista de Letras (1969-1970) (Dirección)